# Plug In Baby
"Plug In Baby" é uma canção da banda inglesa de rock alternativo Muse lançada em 2001 no segundo álbum de estúdio da banda, Origin of Symmetry. Foi lançado como o primeiro single deste álbum em 5 de Março de 2001. "Plug In Baby" se tornou o single de maior sucesso da banda britânica atingindo a posição #11 no UK Albums Chart, e só seria superado pela música "Time Is Running Out" de 2003. Hoje, "Plug In Baby" é considerada uma das melhores canções do Muse sendo relançada mais tarde no álbum ao vivo da banda, Hullabaloo Soundtrack em 2002, e no Absolution Tour de 2005 e no álbum HAARP de 2008. "Plug In Baby" também é lembrada pelo solo de guitarra inicial que foi eleita pelos leitores da Total Guitar como o 13º melhor solo de todos os tempos em 2004 e é considerado o melhor riff do século XXI.  O Muse anunciou que este single faria parte do Guitar Hero 5 lançado no dia 13 de julho de 2009.

## Faixas
Todas as faixas escritas e compostas por Matthew Bellamy. 
| 7" vinil e Fita cassete |                |         |  |
| N.º                     | Título         | Duração |  |
| 1.                      | "Plug In Baby" | 3:41    |  |
| 2.                      | "Nature_1"     | 3:40    |  |

| CD single 1 - CD single 1 Francês |                              |         |  |
| N.º                               | Título                       | Duração |  |
| 1.                                | "Plug In Baby"               | 3:41    |  |
| 2.                                | "Nature_1"                   | 3:40    |  |
| 3.                                | "Execution Commentary"       | 2:40    |  |
| 4.                                | "Plug In Baby" (video clipe) | 3:41    |  |

| CD single 2 - CD single 2 Francês |                     |         |  |
| N.º                               | Título              | Duração |  |
| 1.                                | "Plug In Baby"      | 3:41    |  |
| 2.                                | "Spiral Static"     | 4:44    |  |
| 3.                                | "Bedroom Acoustics" | 2:35    |  |

| CD single Australiano - CD single Alemão |                        |         |  |
| N.º                                      | Título                 | Duração |  |
| 1.                                       | "Plug In Baby"         | 3:41    |  |
| 2.                                       | "Nature_1"             | 3:41    |  |
| 3.                                       | "Execution Commentary" | 2:30    |  |
| 4.                                       | "Spiral Static"        | 4:44    |  |
| 5.                                       | "Bedroom Acoustics"    | 2:35    |  |

| CD single Benelux |                 |         |  |
| N.º               | Título          | Duração |  |
| 1.                | "Plug In Baby"  | 3:41    |  |
| 2.                | "Nature_1"      | 3:41    |  |
| 3.                | "Spiral Static" | 4:44    |  |
| 4.                | "Plug In Baby"  | 3:41    |  |

| CD japonês |                        |         |  |
| N.º        | Título                 | Duração |  |
| 1.         | "Plug In Baby"         | 3:41    |  |
| 2.         | "Nature_1"             | 3:41    |  |
| 3.         | "Execution Commentary" | 2:30    |  |
| 4.         | "Bedroom Acoustics"    | 2:35    |  |

## Tabelas musicais
| Paradas (2001)                   | Melhor posição |
| -------------------------------- | -------------- |
| Austrália (ARIA)                 | 57             |
| Europa (Eurochart Hot 100)       | 33             |
| França (SNEP)                    | 40             |
| Itália (FIMI)                    | 42             |
| Países Baixos (Single Top 100)   | 63             |
| Suíça (Schweizer Hitparade)      | 88             |
| Escócia (Scottish Singles Chart) | 13             |
| Reino Unido (UK Singles Chart)   | 11             |
| Reino Unido (OCC UK Indie)       | 1              |